# Răscoala bașchirilor din 1735–1740
Răscoala bașchirilor din 1735–1740 a fost o răscoală a bașchirilor împotriva Imperiului Rus. Răscoala a început în 1735, dar a fost înăbușită de trupele rusești în 1740 după o serie de ciocniri grele. A fost una din cele mai mari răscoale a bașchirilor împotriva rușilor din secolele XVII-XVIII și a fost provocată de activitățile expediției Orenburg (în rusă Оренбургская экспедиция), o instituție de stat din Imperiul Rus, care a fost responsabilă de organizarea comerțului cu unele popoare din Asia Centrală și anexarea acestora de către Rusia.  Dar, din cauza începutului răscoalei, împreună cu Comisia Bașchiră, Expediția Orenburg a fost angajată în suprimarea acesteia și construirea unui sistem de fortificații la granița de sud-est a Bașchiriei.

## Context
Cel puțin din vremea lui Petru cel Mare, s-a discutat despre intenția rușilor de a deschide rute comerciale spre sud-est înspre Persia și India. Ivan Kirillov (1695-1737), un cartograf și geograf rus, a elaborat un plan pentru construirea unui fort care se numea Orenburg în locul unde se află acum Orsk, la confluența râurilor Or și Ural, la sud-est de Ural, unde se întâlnesc țările Bașchiria, Kalmîkia și Kazahstan. Construcția a fost începută la Orsk în 1735, dar până în 1743 „Orenburg” a fost mutat aproximativ 250 km spre vest în locul unde se află în prezent. Următorul pas planificat a fost construirea unui fort la Marea Aral. Acest lucru presupunea traversarea țării bașchirilor și apoi a ținuturilor Hoardei Mici Kazahe, ai căror conducători au jurat recent o supunere nominală față de ruși. Cu toate acestea, o parte semnificativă a populației bașchirilor nu a fost de acord cu acest plan.

## Răscoala

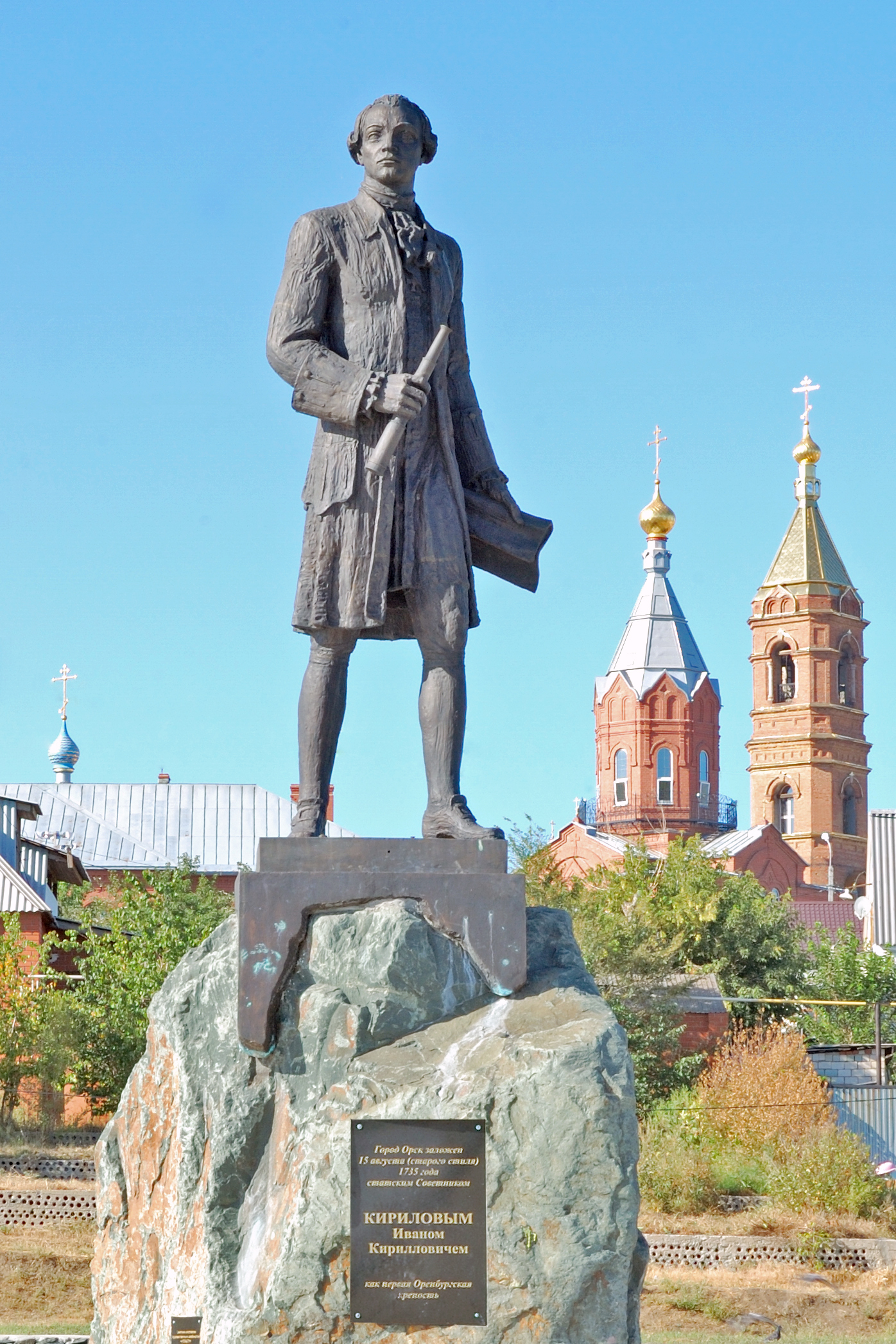
Monumentul lui I. K. Kirilov în orașul Orsk, fostul Orenburg

Planul lui Ivan Kirillov a fost aprobat la 1 mai 1734 și el a fost pus la comandă. El a fost avertizat că acest lucru va provoca o răscoală a bașchirilor, dar aceste avertismente au fost ignorate. A părăsit Ufa cu 2.500 de oameni în 1735 și luptele au început la începutul lunii iulie. Conflictul a constat în numeroase raiduri mici și mișcări complexe de trupe, prin urmare nu poate fi rezumat cu ușurință. De exemplu: în primăvara anului 1736, Kirillov a ars 200 de sate ale bașchirilor, a ucis 700 de răsculați în luptă și a executat 158. O expediție formată din 773 de oameni a părăsit Orenburg în noiembrie și 500 dintre aceștia au murit de frig și foamete. În acest timp, rebelii bașchiri au planificat să masacreze rușii care dormeau la Seiantusa, dar ambuscada a eșuat. Ca răzbunare, o mie de săteni, inclusiv femei și copii, au fost uciși cu sabia și alți 500 au fost duși într-un depozit și li s-a dat foc. Trupe călare au ieșit apoi și au ars aproximativ 50 de sate și au ucis alți 2.000 de oameni. Opt mii de bașchiri au atacat o tabără a rușilor și au ucis 158, dar 40 dintre ei au fost uciși și trei au fost făcuți prizonieri și au fost spânzurați imediat. Răsculații bașchiri au atacat și bașchirii loiali Rusiei. Dar numărul de bașchiri loiali Rusiei era mic și se ridica la aproximativ 150 de oameni. Conducătorii care se supuneau li se lua uneori câte un cal pentru fiecare gospodărie și uneori erau spânzurați.
Răscoala a avut loc în timpul împărătesei Ana a Rusiei și a războiului ruso-turc din 1735–1739. Răscoala a fost în cele din urmă înăbușită în 1740. O altă răscoală puternică a izbucnit în 1755–1756.

## Urmări
Cu toate că istoria răscoalei bașchirilor nu poate fi rezumată cu ușurință, a avut mai multe rezultate. Obiectivul imperial rus al expansiunii în Asia Centrală a fost întârziat din cauza răscoalei bașchirilor. Bașchiria a fost pacificată în 1740. Orașul Orenburg a fost fondat. 
Partea sudică a Bașchiriei a fost împrejmuită de Linia fortificată Orenburg. Aceasta s-a întins din Samara pe Volga spre est până la apele râului Samara, a traversat mijlocul râului Ural și a urmat cursul său spre est și apoi spre nord pe partea de est a Uralilor și a mers spre est în josul râului Uy până la Ust-Uisk pe râul Tobol unde s-a conectat la „linia siberiană” de-a lungul hotarului dintre pădure și stepă.
În 1740 s-a făcut un raport despre pierderile din Bașchiria în timpul rebeliunii. Potrivit raportului, 16.893 de rebeli bașchiri au fost uciși, 3.236 au fost prinși și recrutați cu forța (au fost trimiși în regimentele și flota baltică), iar alte 8.382 persoane (femei și copii) au fost strămutați (probabil ca iobagi), ceea ce a dus la pierderile totale ale bașchirilor la 28.511 de persoane. Mai mult, 12.283 de cai, 6.076 de bovine și ovine și 9.828 de ruble au fost luate de la răsculații bașchiri ca amenzi. Mai mult, cel puțin 1.175 de sate bașchire au fost distruse.  Deoarece aceste date provin din rapoartele armatei, sunt excluse pierderile din timpul raidurilor sau cauzate de foamete, boli și frig. Toate acestea pierderi au fost suferite de o populație estimată la 100.000 de bașchiri. Potrivit lui Vasili N. Tatișciev, pierderile totale ale bașchirilor s-au ridicat la 60.000 de oameni.
Acțiunea de suprimare a răscoalei bașchirilor i-a permis lui Ivan K. Kirilov să finalizeze cu succes proiectul de înființare de noi fortărețe în provincia Orenburg și să consolideze poziția Rusiei în direcția Uralului de Sud. Măsurile luate de Kirilov pentru a suprima răscoalele din Bașchiria  au deschis, de asemenea, posibilitatea Rusiei de a asigura o rută comercială de încredere către India. (Kirilov a murit împreună cu familia, de tuberculoză, la 14 aprilie 1737 la Samara, unde a fost înmormântat în biserica Sf. Nicolae Făcătorul de Minuni).